# 67-й стрелковый корпус (1-го формирования)
67-й стрелковый корпус (67ск) — оперативно-тактическое соединение Красной армии во время Великой Отечественной войны.

## 1-е формирование
Корпус сформирован в марте 1940 года в Харьковском военном округе в составе 102-й, 132-й, 151-й стрелковых дивизий, 194-го отдельного сапёрного батальона, 207-го отдельного батальона связи. Управление корпуса дислоцировалось в г.Полтава, областном центре, Украинской ССР.
22 июня 1941 года корпус дислоцировался г. Полтава — г. Тараща, Харьковский военный округ. Корпус входил в состав войск Резерва Главного Командования.
2 июля Ставка передала корпус в состав 21-й армии Западного фронта. Период вхождения в действующую армию с 2 июля по 1 октября 1941 года.
В конце сентября 1941 года остатки корпуса разгромлены в Киевском «котле», управление корпуса расформировано 13 октября 1941 года.

## Боевой состав
- Штаб, политический отдел.
- 102-я стрелковая дивизия.
- 132-я стрелковая дивизия.
- 151-я стрелковая дивизия.
- 167-я стрелковая дивизия. Передана в состав корпуса 12 августа 1941 года. Спустя несколько дней практически полностью разгромлена в районе Довск — Турск — Грабово.
- 435-й корпусной артиллерийский полк. Командир Сидоркин Фёдор Петрович. Период вхождения в действующую армию с 2 июля 1941 года. Расформирован 24 декабря 1941 года.
- 645-й корпусной артиллерийский полк.
- 194-й отдельный сапёрный батальон. Период вхождения в действующую армию с 2 июля по 1 октября 1941 года.
- 207-й отдельный батальон связи. Период вхождения в действующую армию с 2 июля по 1 октября 1941 года.

## Командование
- Жмаченко, Филипп Феодосьевич, комбриг, командир корпуса (март 1940 — июль 1941)
- Галицкий, Кузьма Никитович,генерал-майор, командир корпуса(июль — август 1941)
- Гусевский, Николай Андрианович, комбриг, командир корпуса (с 17 августа 1941)

## Боевая деятельность
На начало Великой Отечественной войны 22 июня 1941 года управление корпуса находилось в г. Полтава, специальные части корпуса г. Полтава — г. Тараща, в Харьковском военном округе, в составе войск РГК.
- 102-я стрелковая дивизия. Командир дивизии полковник П. М. Гудзь. Дислокация: управление и дивизионные специальные части в г. Кременчуг.
- 132-я стрелковая дивизия. Командир дивизии генерал-майор С. С. Бирюзов. Заместитель командира дивизии по политической части полковой комиссар Луковкин. Дислокация: управление и дивизионные специальные части г. Полтава, остальные части г. Миргород, г. Красноград.
- 151-я стрелковая дивизия. Командир дивизии генерал-майор В. И. Неретин. Дислокация: г. Кировоград.

12.00. В полдень командиры и красноармейцы слушали выступление по радио заместителя председателя СНК СССР, народного комиссара иностранных дел В. М. Молотова, который по поручению Политбюро ЦК ВКП(б) и Советского правительства сообщил о вероломном нападении гитлеровской Германии на советскую страну. В соединениях и частях после прослушивания сообщения из Москвы прошли митинги. Выступавшие бойцы и командиры говорили о том, что не пожалеют жизни за свою Родину, отдадут все силы на разгром врага. И все выступавшие просили командование как можно скорее направить дивизии, полки, батальоны на фронт.
- 102-я стрелковая дивизия
- 132-я сд 22 июня находилась в лагере дивизии, который располагался неподалёку от железнодорожной станции Ереськи, вблизи от г. Миргорода. Здесь проходили учения с боевой стрельбой. В полдень командир дивизии генерал-майор С. С. Бирюзов проводил заслушивание командиров. (2)
- 151-я стрелковая дивизия

18.00. Вечером по приказу командира корпуса части приступили к свёртыванию лагерей, погрузке имущества в транспорт. Через несколько часов на дорогах на несколько километров вытянулись колонны: личный состав, автомашины, тягачи, артиллерия, хозяйственные повозки. Начался переход к местам своей постоянной дислокации.
- 132-я сд походными колоннами убыла к местам своей постоянной дислокации. На мероприятия по доукомплектованию дивизии до штата военного времени выделили три дня.

23 июня соединения и части 67-го ск совершали марши из лагерей в места постоянной дислокации. В частях корпуса находившихся в местах постоянной дислокации проводились мероприятия по доукомплектованию до штата военного времени. Пришёл приказ о включении 67-го ск в состав действующей армии и об отправке его на фронт.
24 июня в дивизиях, полках и отдельных батальонах корпуса проводились мероприятия по доукомплектованию до штата военного времени и к отправке на фронт. В Полтаве начали погрузку в железнодорожные эшелоны управление корпуса, специальные части корпуса и части 132-й сд.
24 июня воинские части 132-й сд в Полтаве, Миргороде, Краснограде проводили погрузку в железнодорожные эшелоны. Для дивизии выделяли 35 эшелонов. Всего в дивизии насчитывалось около 15 тысяч человек, более 3000 лошадей, сотни автомашин. (4) 489 гап грузился на фронт 24-25 июня 1941 г. (2) Генерал-майор Бирюзов находился в головном эшелоне, вместе с ним — командование, штаб, политотдел и некоторые специальные подразделения дивизии.
25 июня. Харьковский военный округ. Управление корпуса и специальные части корпуса из Полтавы двинулись в железнодорожных эшелонах в Белоруссию.
- 102-я сд проводила мероприятия по доукомплектованию до штата военного времени.
- 132-я сд проводила погрузку в железнодорожные эшелоны. 489 гап грузился на фронт 24-25 июня 1941 г. (2)
- 151-я сд проводила погрузку в железнодорожные эшелоны.

25 июня войска Западного фронта вели Белостокско-Минское сражение (22 июня — 8 июля). 25 июня 1941 года германские войска подошли к городу Минску.
26 июня 1941 года командир корпуса комбриг Ф. Ф. Жмаченко с управлением корпуса и специальными частями корпуса в железнодорожных эшелонах следовали в Гомельскую область в Белоруссию.
- 102-я стрелковая дивизия находилась в месте постоянной дислокации в Кременчуге, на Украине. В дивизии проводились мероприятия по доукомплектованию до штата военного времени.

Последние воинские части 132-й стрелковой дивизии в городах Полтаве, Миргороде и Краснограде проводили погрузку в железнодорожные эшелоны в местах постоянной дислокации. Первые эшелоны дивизии в железнодорожных эшелонах следовали в Могилёвскую область в Белоруссию.
- 151-я стрелковая дивизия проводила погрузку в железнодорожные эшелоны в местах постоянной дислокации на Украине. Первые эшелоны дивизии в железнодорожных эшелонах следовали в Белоруссию.

27 июня 1941 года. Западный фронт. Командующий войсками фронта Герой Советского Союза генерал армии Д. Г. Павлов.
27 июня войска Западного фронта вели Белостокско-Минское сражение (22 июня — 8 июля). 27 июня 1941 года германские войска вели бои за город Минск. 27 июня передовые танковые подразделения противника уже ворвались в Бобруйск.
27 июня части 63-го стрелкового корпуса начали занимать оборону по восточному берегу Днепра. Так как 102-я стрелковая дивизия 67-го стрелкового корпуса (сосед справа) запаздывала с выходом и занятием указанного ей рубежа обороны, участок по восточному берегу Днепра на фронте Шапчицы, Гадиловичи занимали части 63-го корпуса. (5)
Группа армий Резерва ГК. 21-я армия.
67-й стрелковый корпус РГК
Командир корпуса комбриг Ф. Ф. Жмаченко с управлением корпуса и специальными частями корпуса (194-м отдельным сапёрным батальоном, 207-м отдельным батальоном связи) прибыли в Гомельскую область и начали разгрузку на станциях в городах Гомель, Чечерск, Добруш. Это был тыл 4-й армии.
- 151-я стрелковая дивизия проводила погрузку в железнодорожные эшелоны в местах постоянной дислокации на Украине. Первые эшелоны дивизии в железнодорожных эшелонах следовали в Белоруссию.
- 132-я стрелковая дивизия разгружалась на ст. Чаусы и в пригородах (35 км к востоку от Могилёва).

489 гап на ст. Чаусы Могилёвской области прибыл 27-го июня. Полк был придан 13 армии. (2). Дивизия вступила в бой с передовыми подразделениями врага ещё находясь в эшелоне на станции Чаусы, там же выгрузилась частью сил, остальные подразделения находились в пути от Полтавы.
- 102-я стрелковая дивизия находилась в месте постоянной дислокации в г. Кременчуге, на Украине. 27 июня в дивизии проводились мероприятия по доукомплектованию до штата военного времени.

28 июня. Западный фронт. Германские войска оккупировали г. Минск и г. Бобруйск.
Группа армий Резерва ГК. 21-я армия.
67-й стрелковый корпус РГК сосредоточивался в район городов Гомель, Чечерск, Добруш в тыл 4-й армии.
- 151-я стрелковая дивизия разгружалась в районе …
- 132-я стрелковая дивизия разгружалась в районе г. Чаусы. 28 июня управление дивизии, дивизионные специальные части, 605-й стрелковый полк, орудийные расчёты 425-го артиллерийского полка на станции Чаусы вступили в первый свой бой.

Утром 28 июня на западной окраине д. Люблено 489-й гап 132-й сд принял первый бой. Германские танки и мотоциклисты прорвались с флангов, зашли с тыла на 1-й гадн 489-го гап и уничтожили его. Батареи в неравной схватке дрались до конца. Практически весь их личный состав погиб. Некоторые командиры, чтобы не попасть в плен, застрелились. От дивизиона уцелели только те, кто был на наблюдательном пункте: командир дивизиона капитан Лебедев, лейтенант Михаил Александрович Подуст, начальник связи дивизиона лейтенант Баранов, а также личный состав взводов разведки и связи. Уцелел также частично личный состав дивизиона, те кто были в тылу (коноводы, повара и т. д.). Из матчасти дивизиона уцелела только одна 122-мм гаубица. (2)
Харьковский военный округ, 28 июня
28 июня 102-я стрелковая дивизия выступила маршем из места постоянной дислокации г. Кременчуга на г. Чернигов на север Украины. (3)
29 июня. Западный фронт. 3-я германская танковая дивизия из 24-го германского моторизованного корпуса 2-й германской танковой группы продолжала преследовать разбитые части советской 4-й армии. Эта танковая дивизия находилась восточнее г. Бобруйска.
8.00. 67-й стрелковый корпус РГК сосредоточивался в район городов Гомель, Чечерск, Добруш в тыл 4-й армии.
- 151-я стрелковая дивизия разгружалась в районе …
- 132-я стрелковая дивизия. Корпусные части, 605-й стрелковый полк, орудийные расчёты 425-го артиллерийского полка вели бой с противником. 29 июня командир дивизии генерал-майор Бирюзов прибыл в Чаусы. (2)

Утром 29 июня командир советского танкового подразделения издали принял подразделения 13-й армии и 489-го гап 132-й сд, расположенных в лесу, за немцев, и батальон обстрелял их. Расположенные в лесу командиры решили, что танки немецкие, и приказали артиллерии открыть огонь по ним. Танки отошли в сторону Чаусов, откуда вскоре последовал мощный артобстрел. По лесу стрелял гаубичный артполк 122-мм гаубиц (разгружался в Чаусах) и зенитно-артиллерийский полк 85-мм пушек. Все верхушки деревьев в лесу были сломаны, погибло много военнослужащих 489-го гап и красноармейцев 13-й армии. Генерал Бирюзов решил, что Чаусы заняли немцы, и приказал открыть ответный огонь. (2)
18.00. 132-я стрелковая дивизия. Советские аритиллерийские подразделения стреляли друг в друга до исхода дня. Уже поздно вечером 29-го июня генерал Бирюзов приказал командиру взвода — начальнику разведки в 1-го гаубичного артиллерийского дивизиона лейтенанту М .А. Подусту убыть на разведку в Чаусы. Лейтенант М. А. Подуст с несколькими разведчиками на лошадях прибыл в Чаусы и увидел такую картину: на станции брошенные новенькие 122-мм (1938 г.) гаубицы, а рядом со станцией брошенные зенитные 85-мм пушки. Личного состава не было. Результаты разведки были доложены Бирюзову. (2)
Харьковский военный округ. 102-я стрелковая дивизия 67-го стрелкового корпуса РГК 29 июня маршем двигалась на север Украины в район г. Чернигов.
30 июня. Командующий фронтом генерал армии, Герой Советского Союза Д. Г. Павлов был отстранён от командования. Отстранены от должностей также начштаба фронта генерал-майор В. Е. Климовских и начальник связи фронта генерал-майор А. Т. Григорьев.
30 июня новым командующим фронта был назначен генерал-лейтенант А. И. Ерёменко, начальником штаба — генерал-лейтенант Г. К. Маландин, членом Военного совета — П. К. Пономаренко. (3*)
1 июля. Группа армий Резерва ГК. Командующий войсками группы армий Маршал Советского Союза С. М. Будённый. Состав: 20, 21 и 22-я армии.
21-я армия, 1 июля
Командующий войсками армии генерал-лейтенант В. Ф. Герасименко, начштаба — генерал-майор В. Н. Гордов. Армия перебрасывалась в район г. Гомеля Белорусской ССР.
С утра 1 июля армия вела ожесточённые оборонительные бои с пехотой и танками противника.
К 15.00 армия вела бой на рубеже Пристенное (50 км северо-западней Корочи) — Кривошеевка — Коломийцево (15-30 км северо-западней Корочи) — Велико-Михайловка (26 км восточней Корочи) — Новоалександровка — Шаховка 2-я (17 км западней и 23 км юго-западней Волоконовки).
67-й стрелковый корпус РГК (102, 132, 151-я стрелковые дивизии)
67-й ск сосредоточивается в район Гомеля, Чечерска, Добруши в тыл 4-й армии.
151-я стрелковая дивизия
132-я стрелковая дивизия — разгружалась на ст. Чаусы Могилёвской области. Дивизия была подчинена 13-й армии.
102-я стрелковая дивизия — дивизия маршем двигалась на север Украины в район г. Чернигов.

## В действующей армии
2 июля 1941 года.
4.00. Группа армий Резерва ГК. 21-я армия. Рогачёвское направление.
На рассвете 2 июля, германские мотоциклисты-разведчики и танки передового отряда 3-й германской танковой дивизии появились на западном берегу реки Днепр. Отряд вёл разведку мест возможных переправ. Манёвры германских танкистов закончились после того как артиллеристы 63-го ск открыли огонь из орудий через реку и подбили несколько танков.
12.00. Западный фронт. 2 июля войска Западного фронта вели Белостокско-Минское сражение.
2 июля командующим войсками фронта был назначен нарком обороны СССР Маршал Советского Союза С. К. Тимошенко, Семён Константинович (Ерёменко был оставлен его заместителем).
Заместитель командующего войсками фронта генерал-лейтенант Ерёменко А. И.,
начальник штаба фронта генерал-лейтенант Маландин Г. К.,
член Военного совета фронта Пономаренко П. К.
2 июля Ставка Главного Командования передаёт войска Группы армий Резерва Главного Командования (20, 21 и 22-я армии) и 19-ю армию (9 дивизий) в состав Западного фронта. (14)
Группа армий Резерва ГК. 21-я армия. Штаб армии в г.Гомель. Вспомогательный пункт управления — г.Довск. 67-й ск продолжал сосредоточиваться в район Гомель, Чечерск, Добруш. 2 июля Ставка передала корпус в состав Западного фронта в 21-ю армию.
- 151-я стрелковая дивизия
- 132-я стрелковая дивизия сосредоточивается в районе г. Чаусы. Это тыл 13-й армии.
- 102-я стрелковая дивизия

3 июля. 03.00. Рогачёвское направление. Около 3 часов 3 июля на участке обороны 167-й стрелковой дивизии (63-й стрелковый корпус) в районе г. Рогачёв при поддержке артиллерии и авиации основные силы 24-го германского танкового корпуса (3-й германской танковой дивизии генерала Моделя) попытались с ходу форсировать Днепр. Но встреченные заранее подготовленным артиллерийским и ружейно-пулемётным огнём, они не смогли выполнить свою задачу. Основную роль в срыве германского наступления сыграл мощный, сосредоточенный огонь артиллерии. Отличились расчёты 152-миллиметровых орудий 546-го корпусного артиллерийского полка, и особенно 203,4-миллиметровых гаубиц Б-4 318-го артиллерийского полка большой мощности. (3, 9)
12.00. Первый секретарь ЦК ВКП(б), председатель СНК СССР Сталин Иосиф Виссарионович обращается с речью к советскому народу по радио.
18.00. Рогачёвское направление. Противник в течение дня продолжал попытки форсировать реку, но понёс большие потери и вынужден был поспешно отойти в исходное положение.
4 июля 1941 года. К этому времени войска Западного фронта были рассечены на три большие группировки: одна продолжала сражаться в районе Белостока, вторая — в районе Волковыска, Слонима, третья — в районе западнее Минска.
8.00. 21-я армия. Войска армии вели работы по укреплению полосы главного сопротивления по восточному берегу р. Днепр на фронте г. Шклов, г. Лоев. Штаб армии должен был находиться с 4 июля в лесу (5 км сев. Ветка и в 20 км к северо-востоку от г. Гомель). Вспомогательный пункт управления по-прежнему в районе г. Довск.
Противник с вечера 3 июля перед фронтом армии находился на линии р. Друть, р. Днепр дог. Жлобин, с. Шацилки (35 км ю.-зап. Жлобин). Наибольшую активность он проявлял на рогачёвском направлении.
На правом фланге армии по восточному берегу р. Днепр обороняется 61-й ск. Граница с ним — (иск.) Могилёв. Слева непосредственно по восточному берегу р. Днепр советских частей нет. С направления г. Пинск отходят части 75-я сд на Мозырский УР.
21-я армия имеет задачу остановить продвижение мотомехчастей противника на рубеже р. Днепр, нанося ему поражение на подступах к реке. Закончить сосредоточение и развёртывание армии, перейти в общее наступление.
67-му ск (102, 151 сд) должен продолжать сосредоточение частей в районах сбора и по окончании быть готовым к выдвижению в район Ветвица, Струки, Лушничи, Глыбочицы (35-50 км вост. г. Жлобин).
132-я сд — находится в резерве командующего 21-й армией; не ожидая полного сосредоточения, отдельными частями должны выходить в район Шедомы, Ржовка, Рудня (5-15 км юго-зап. г. Пропойск). (7)
18.00. Рогачёвское направление. 4 июля на участке обороны 167-й сд 63-го ск противник в течение дня продолжал попытки форсировать реку, но так и не сумел прорваться на восточный берег Днепра. (3)
67-й ск в боевых действиях участия не принимал.
102-я стрелковая дивизия.
151-я стрелковая дивизия.
132-я стрелковая дивизия разгружалась в районе г. Чаусы (35 км к востоку от г. Могилёва) в тылу 13-й армии. По приказу командующего войсками 21-й армии отдельными частями выходит в район 5-15 км юго-зап. Пропойск (ныне Славгород).